# Piazza Chiara Gambacorti
Piazza Chiara Gambacorti, già piazza della Pera, è una piccola piazza nel cuore del quartiere di San Martino della città di Pisa. 
Intitolata alla Beata Chiara Gambacorti, figlia della potente famiglia Gambacorti dell'epoca, è nota principalmente col toponimo "della Pera", a causa dall'eponima via al cui angolo è posta la copia di un cippo etrusco a forma di pera, o cipolla.

## Storia

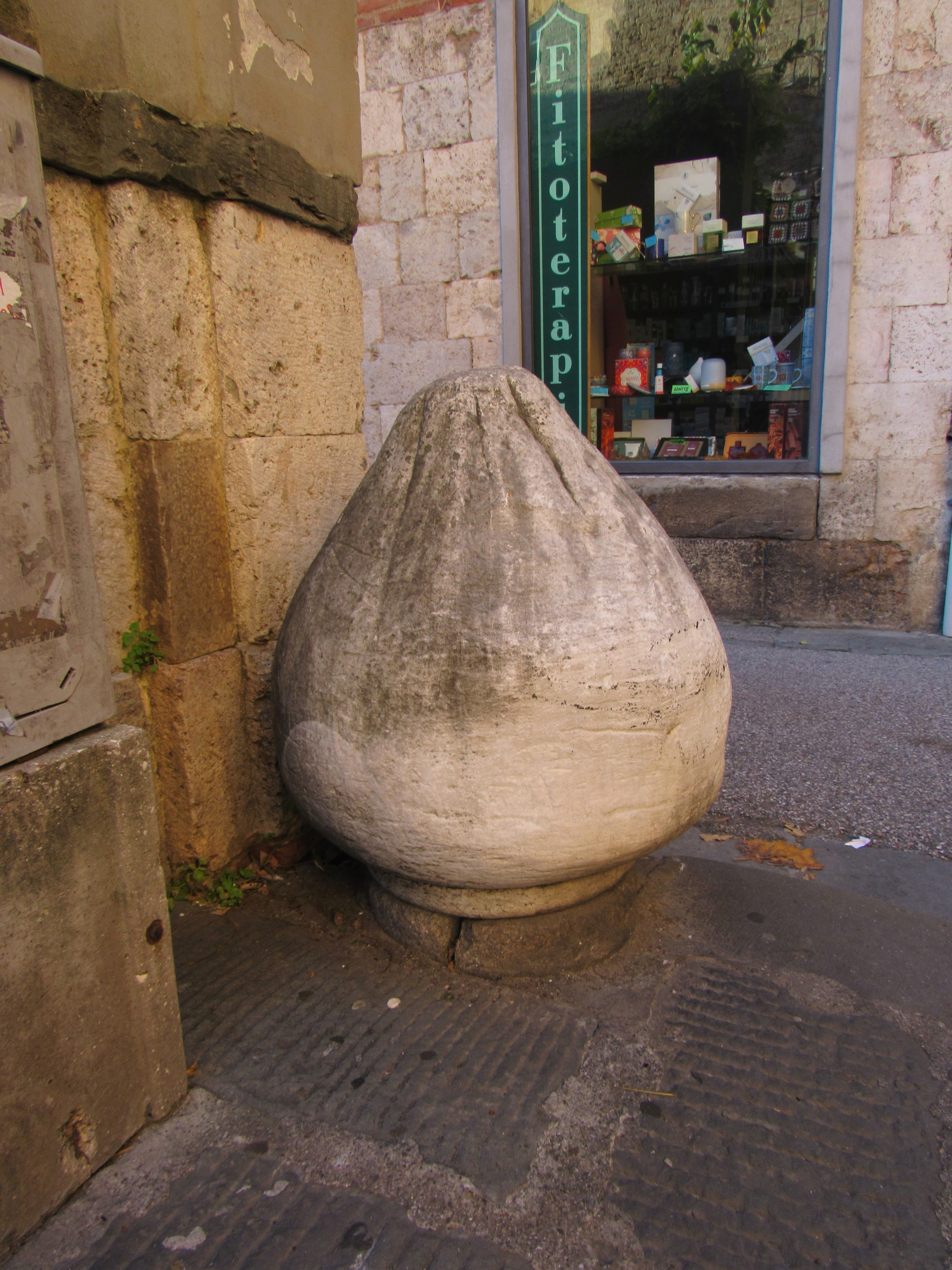
Il cippo all'incrocio tra via la pera e via San Martino.

Un tempo la piazza era più piccola poiché al centro sorgeva la chiesa di San Lorenzo in Kinzica attestata al XII secolo. La chiesa era orientata con la facciata verso l’odierna via San Lorenzino, era a pianta rettangolare e divisa in tre navate separate da due filati di colonne. A causa di alcuni incendi al tetto e delle esondazioni dell'Arno, la chiesa fu ristrutturata più volte fino al 1748, quando fu sconsacrata. Da allora è stata usata come edificio civile fino al XX secolo; nel 1932 fu demolita per ampliare la piazza. Delle colonne facenti parte la vecchia chiesa furono usate una per il memoriale ai caduti di un incidente aereo a Tirrenia presso il "Bagno Maddalena", un'altra per un monumento ai caduti di Calci e le altre sono nel museo di San Matteo.
Dagli anni '30 fino ai primi anni '80 la piazza venne usata come mercato ortofrutticolo con l'installazione di una pensilina metallica e successivamente con una copertura in cemento. Il 27 dicembre 1981 ci fu una violenta esplosione in uno degli appartamenti della piazza a seguito di una fuga di gas. Vi furono 9 morti e circa venti feriti, molti dei quali clienti dei ristoranti e delle botteghe dei primi piani.
Dopo anni di abbandono e trascuratezza, la piazza fu riqualificata del 2005 permettendo di rifare la pavimentazione in mattoni e rinnovare tutti gli arredi urbani. Attualmente rappresenta uno dei ritrovi più interessanti e vivi durante le serate pisane con ristoranti e cocktail bar.